# Григорівка (Одеський район)
Григорі́вка — село Южненської міської громади Одеського району Одеської області в Україні. Населення становить 0 осіб.

## Історія
Під час Голодомору 1932—1933 років померло щонайменше 8 жителів села.

## Населення
Згідно з переписом УРСР 1989 року чисельність наявного населення села становила 588 осіб, з яких 280 чоловіків та 308 жінок.
За переписом населення України 2001 року в селі ніхто не мешкав.

## Особистості
Уродженцем Григорівки є Пихтєєв Василь Юрійович (1983—2015) — старший сержант Збройних сил України, учасник російсько-української війни.

## Галерея

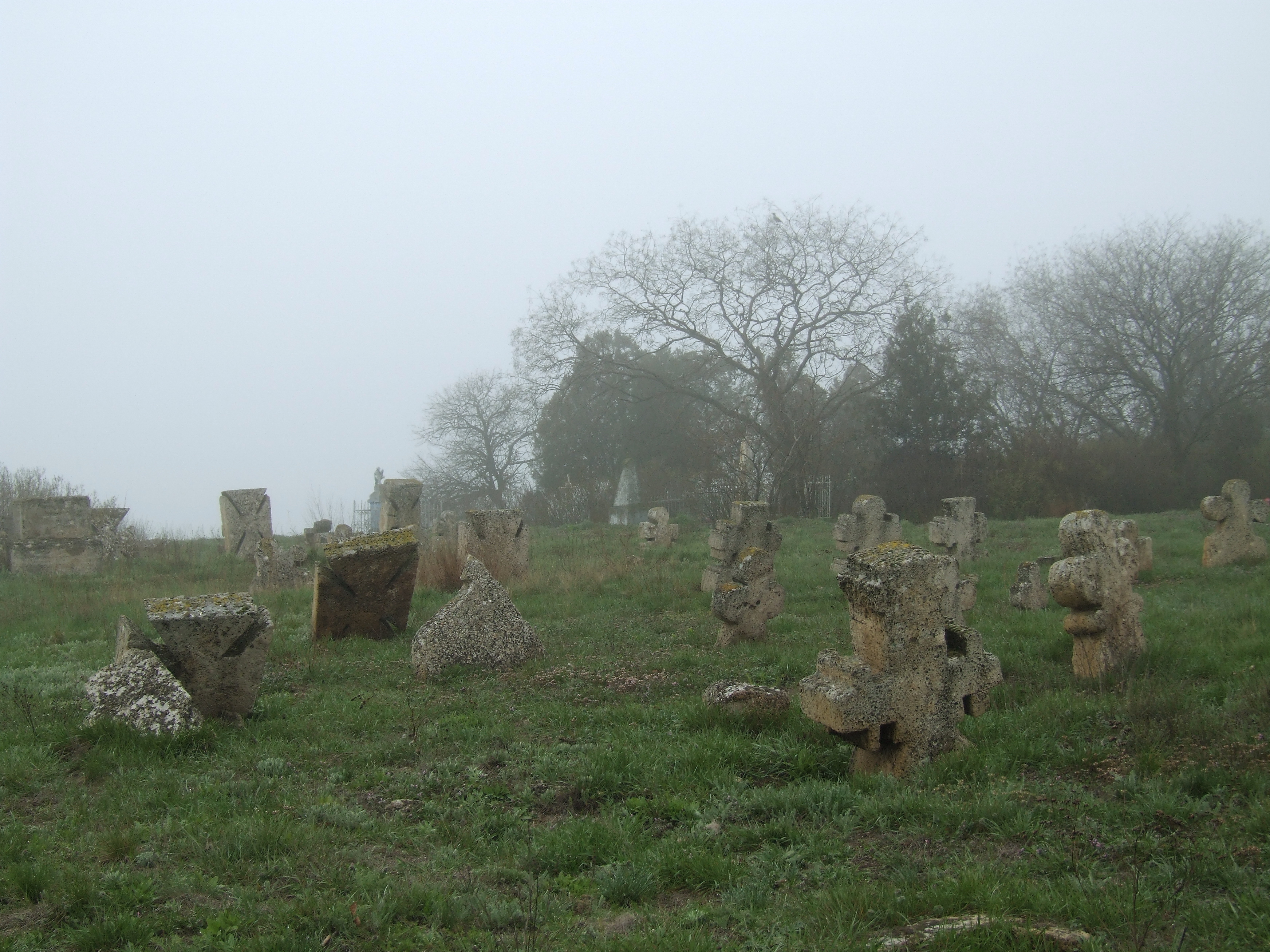
Козацький цвинтар у Григорівці
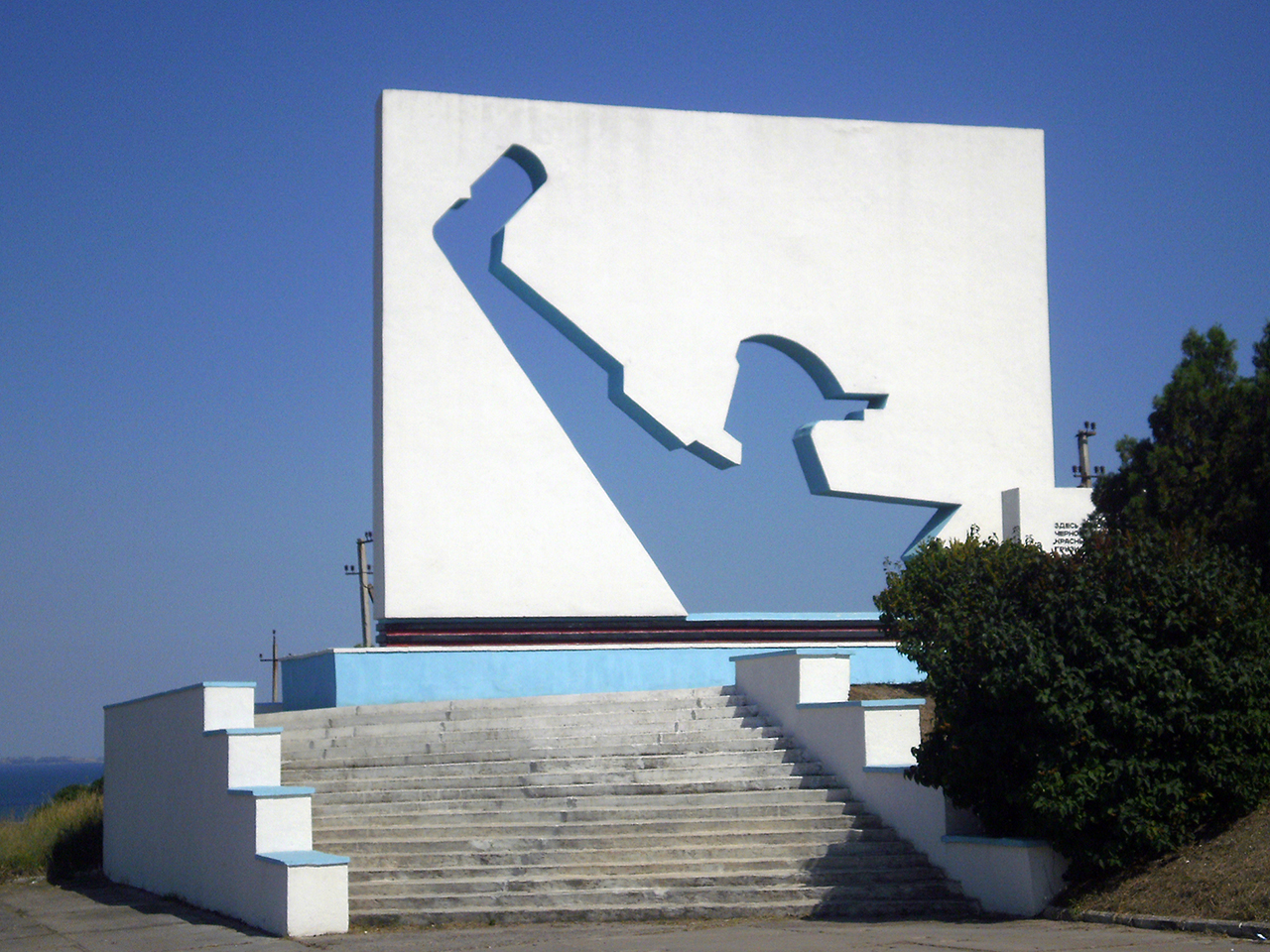
Пам'ятник Григорівському десанту
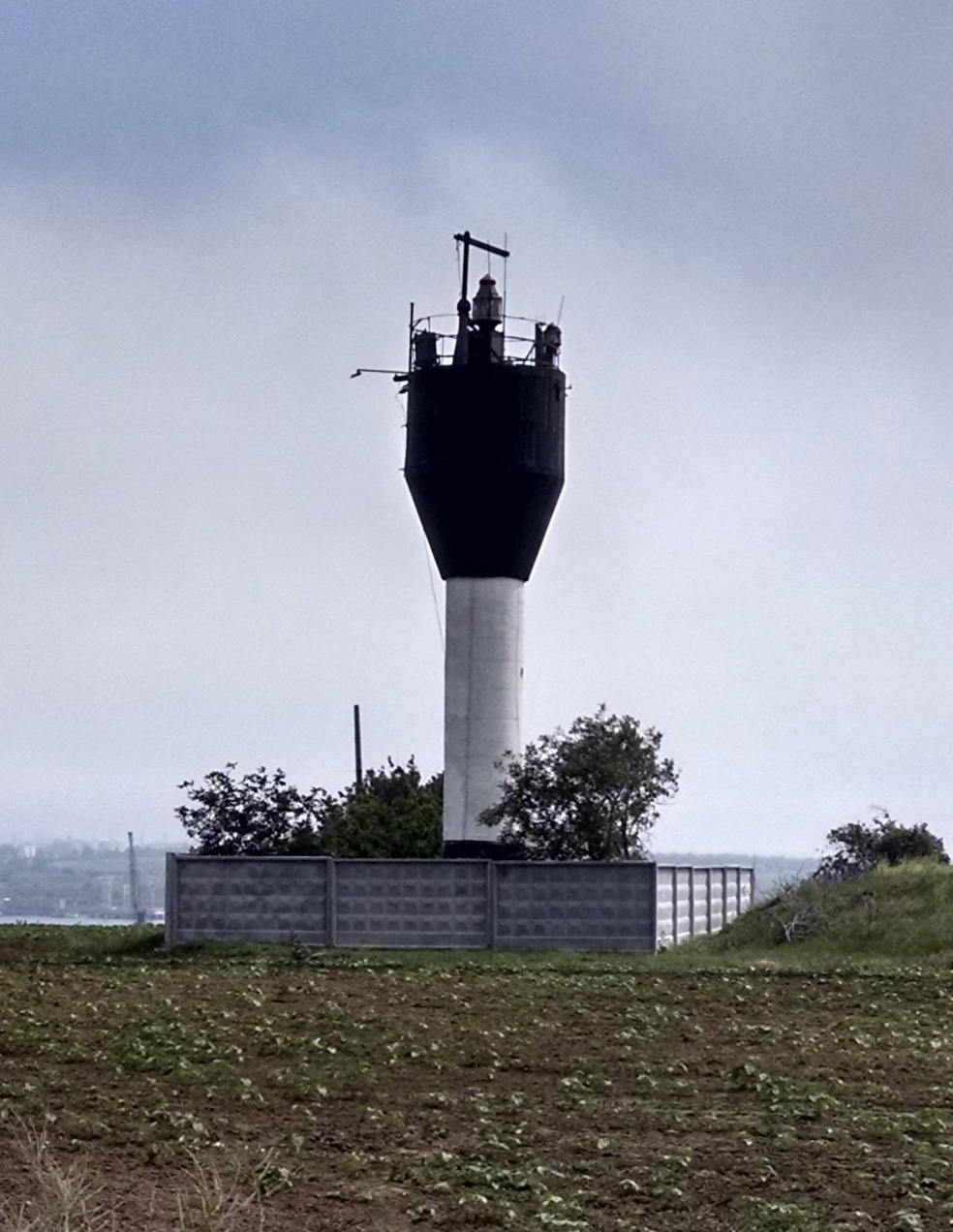
Григорівський маяк